# Muraltia mitior
Muraltia mitior là một loài thực vật có hoa trong họ Polygalaceae. Loài này được (P.J. Bergius) Levyns ex Fourc. mô tả khoa học đầu tiên năm 1941.